# Adelurola asiatica
Adelurola asiatica är en stekelart som beskrevs av Telenga 1935. Adelurola asiatica ingår i släktet Adelurola och familjen bracksteklar. Inga underarter finns listade i Catalogue of Life.